# Université pédagogique de Voronej
L'université pédagogique de Voronej est un des plus anciens établissements d'enseignement supérieur de Russie. Elle est fondée en 1931 sur la base de la faculté pédagogique de l'Université de Voronej. En 2001 l'université célèbre son 70e anniversaire. 

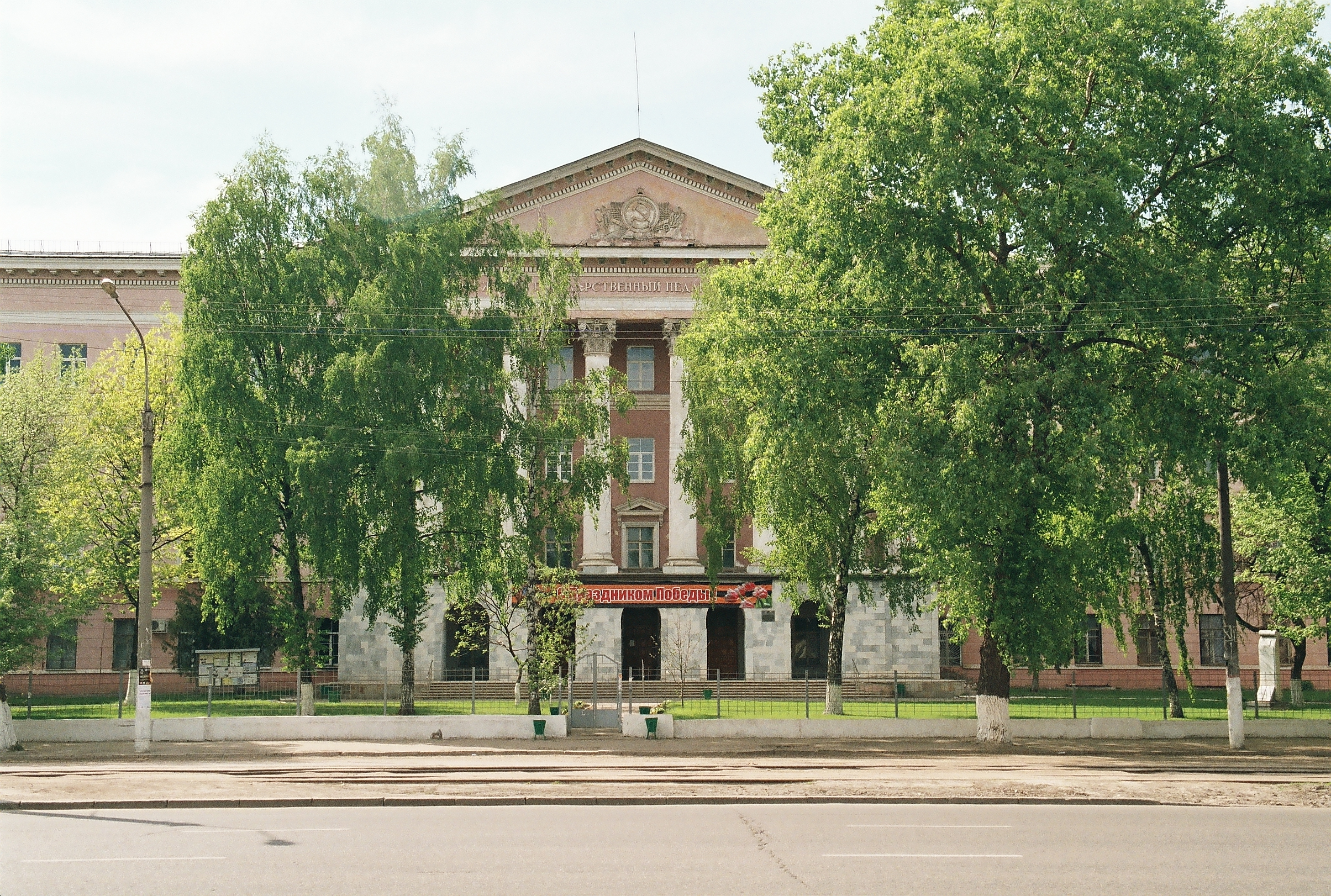
Université pédagogique de Voronej

## Actualité

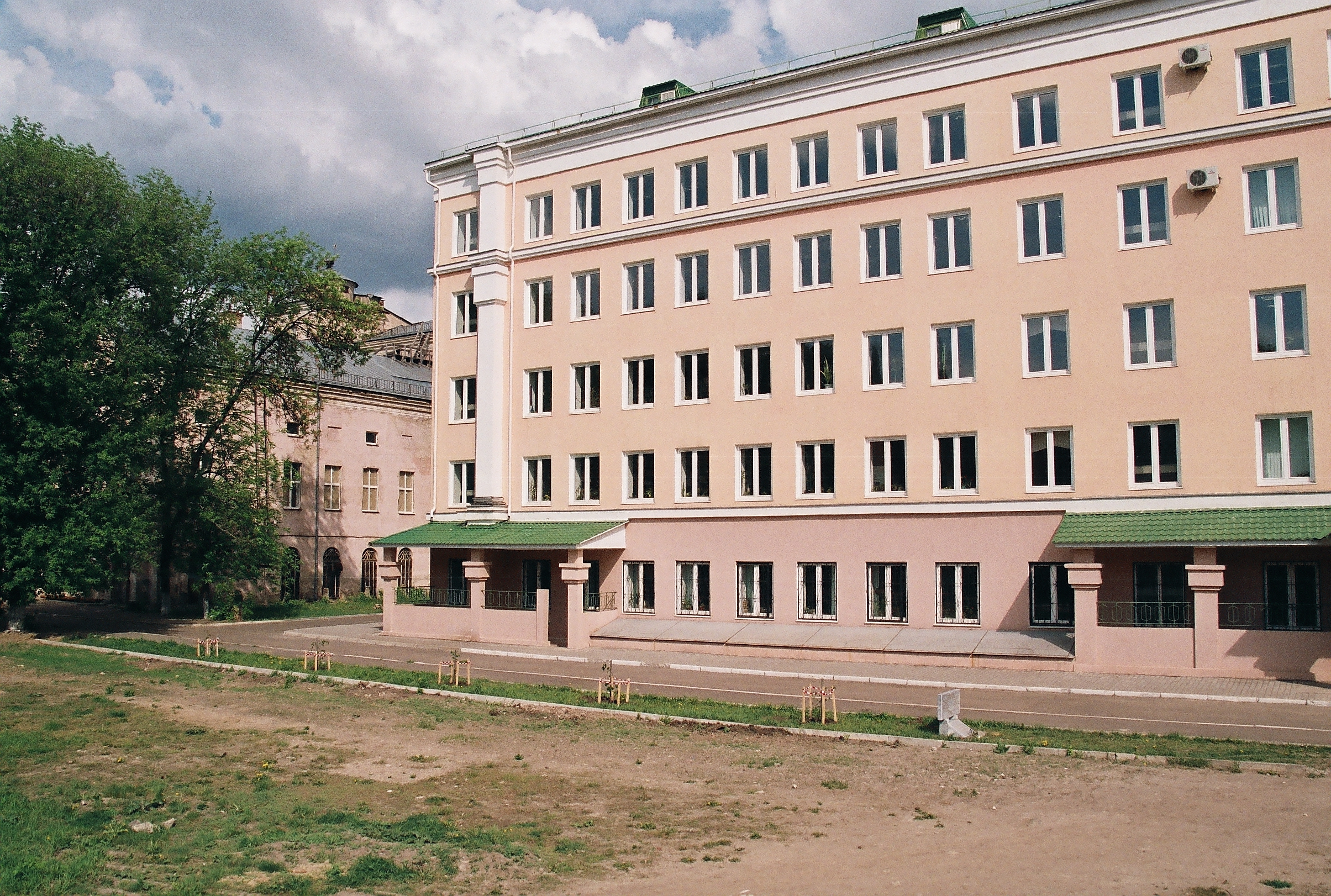
La bibliothèque de l'Université

L'université unit 7 facultés: de sciences naturelles et géographiques; de langues étrangères; d'histoire; de pédagogie et de psychologie; de musique; de russe et de littérature; de mathématiques et de physique; de culture physique; elle a aussi une section de préparation pour les étrangers. L'université possède des chaires où travaillent plusieurs docteurs en sciences. 
Le recteur et deux vice-recteurs dirigent le travail à l'université pédagogique de Voronej. À la fin de 5 année les étudiants soutiennent leurs travaux de diplôme et ils passent des examens d'État. Beaucoup d'entre eux font leurs études par correspondance.
L'université dispose de 4 bâtiments, d'une bibliothèque et d'un musée. Les étudiants ont à leur disposition des foyers, une polyclinique et un poste de secours médical, une cantine, des salles sportives, ainsi qu'un camp d'assainissement estival qui situé à 30 km de Voronej.

## Les relations internationales
Des contrats à long terme sur la coopération sont conclus avec des écoles supérieures des États-Unis et de la France. Elle participe aux programmes internationaux de recherches scientifiques. Elle a des échanges permanents dans le domaine scientifique et pédagogique avec les universités des autres pays. L'université a plus de 20 ans d'expérience dans la formation des spécialistes étrangers. Depuis 1975, mille d'étudiants environ de plus de 30 pays du monde ont passé leur cours de formation[réf. nécessaire]. Beaucoup d'étudiants étrangers font leurs études à cette Université[Combien ?].

## Un système de l'enseignement
Pour entrer à l'Université il faut passer les examens d'État. La formation du spécialiste diplôme (5 ans) est effectué dans les spécialités suivantes : biologie, géographie, travail d'utilité publique et tourisme, langues étrangères (anglais, allemand, français), histoire, informatique, mathématiques, musique, physique, culture physique, chimie, écologie d'entre autres.
Les étudiants font leur stage pédagogique dans les écoles de Voronej. 
La faculté de préparation prépare à entrer à toutes les spécialités humanitaires, de sciences naturelles et exactes, et d'ingénierie. Un cours de 10 mois permet aux étrangers d'apprendre le russe, d'améliorer et d'approfondir les connaissances des disciplines principales de la spécialité choisie.

## La vie estudiantine
Dès la première année on enseigne des matières spéciales. Dans l'Université il y a des sportifs qui ont participé aux Jeux Olympiques. On organise des soirées dansantes, des concerts et des concours d'artistes amateurs. 

## La profession de pédagogue

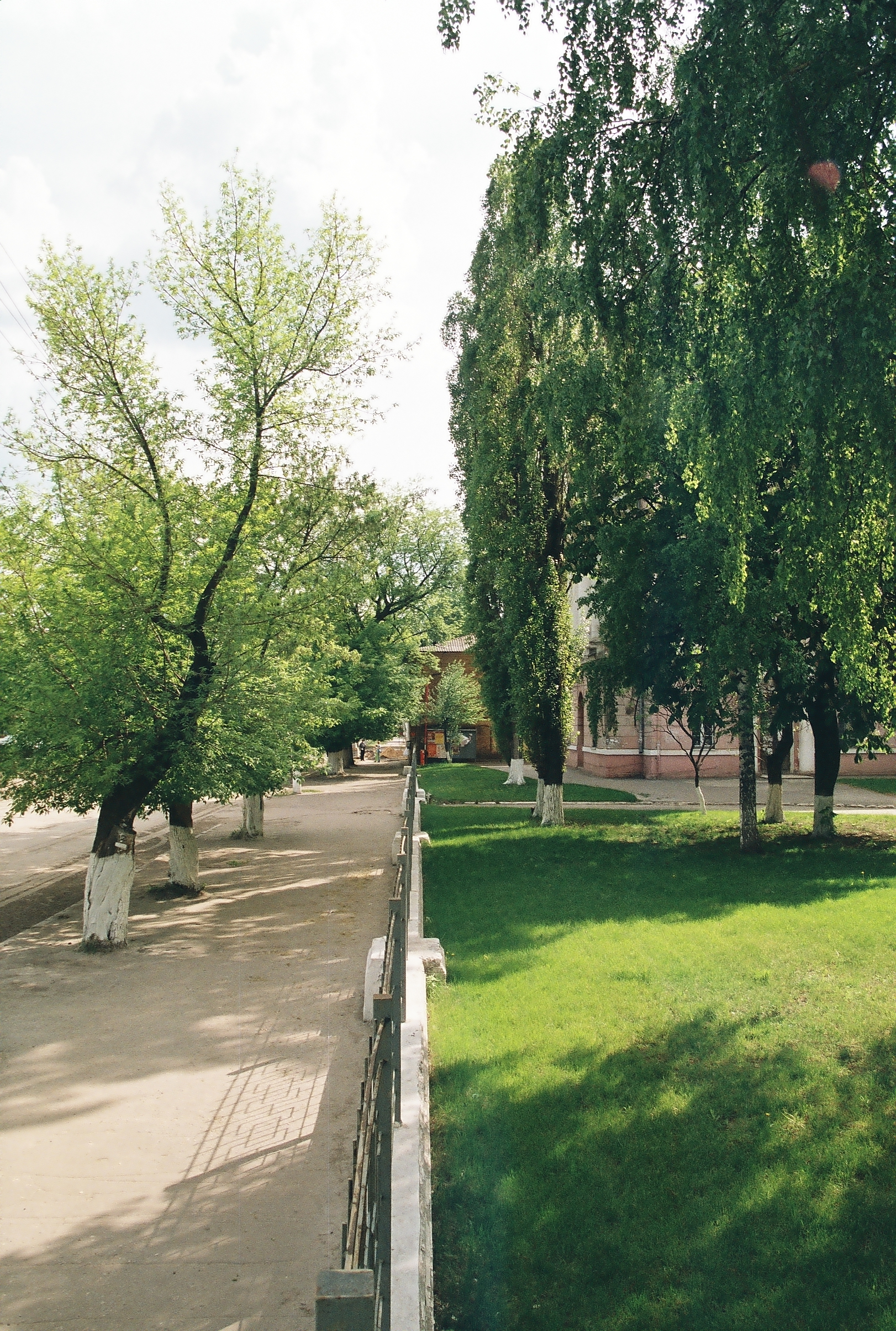
Le chemin
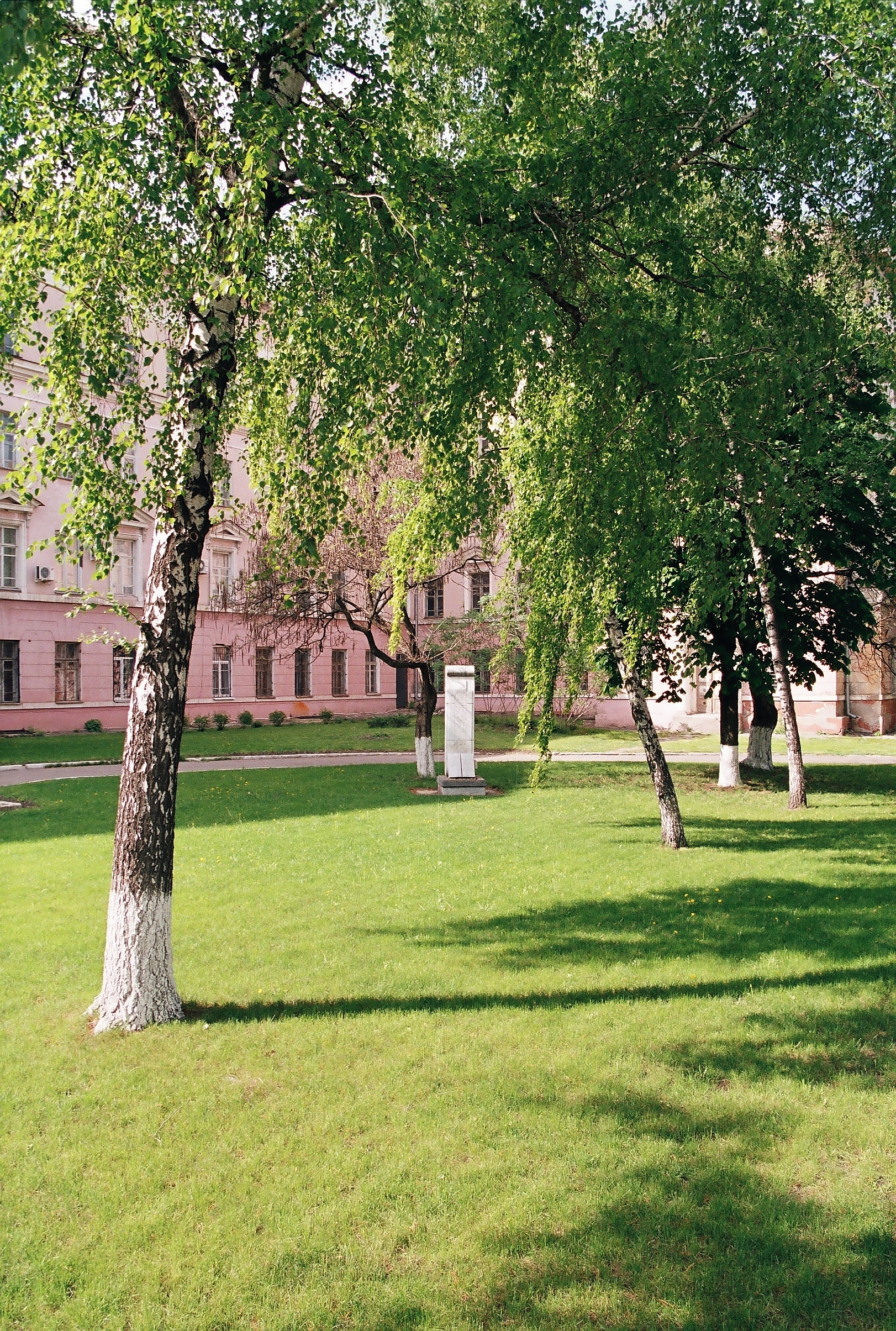
Le monument de la gloire
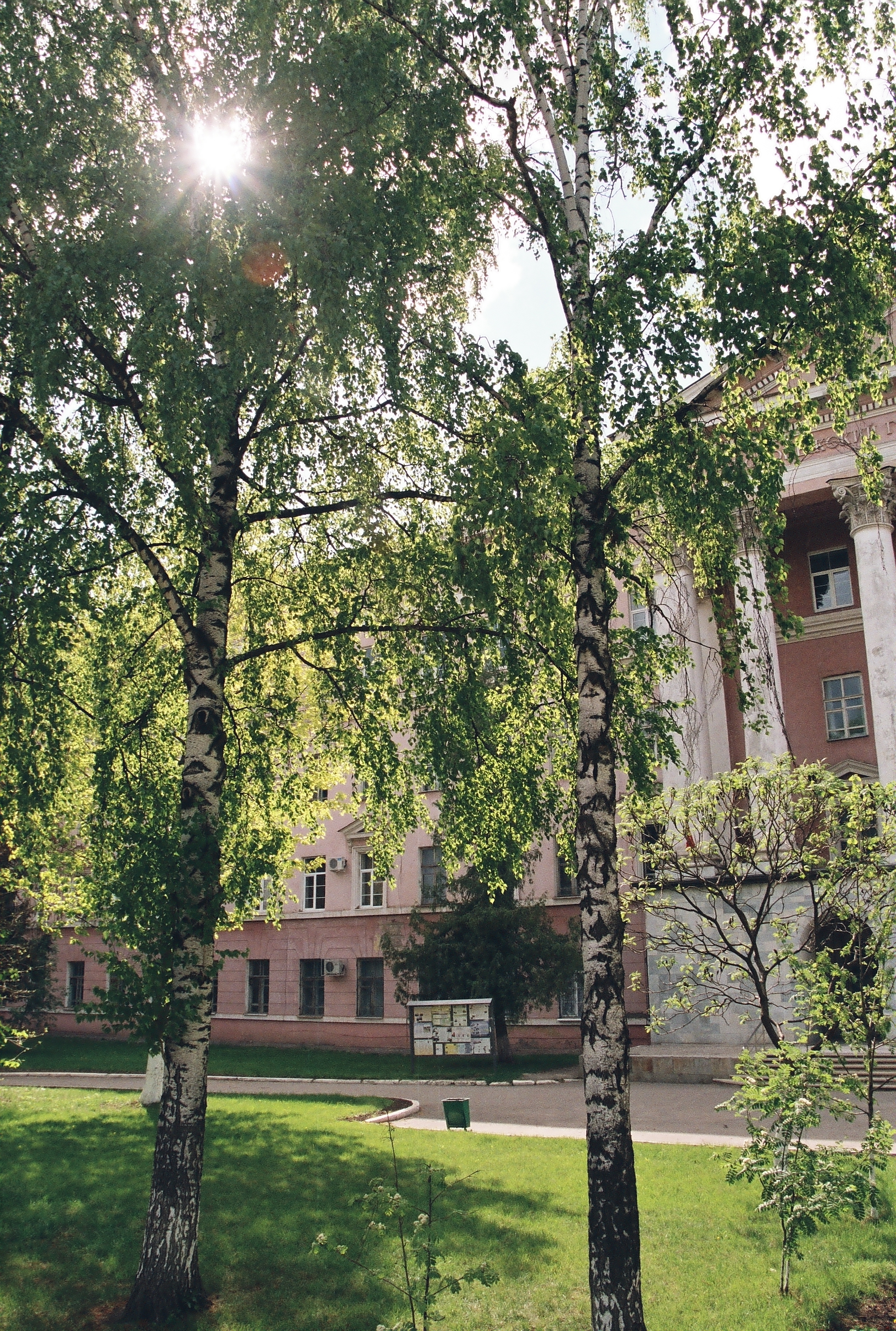
La cour

La profession de pédagogue est une des plus anciennes et des plus difficiles. Par ses connaissances, ses convictions morales, sa conception de la vie, le professeur façonne le monde spirituel de l'adulte. Le professeur moderne est une personne qui cherche avant tout à guider, à orienter, à encourager, à stimuler, à découvrir les intérêts des élèves. La professeur est la figure principale de tout système d'éducation quel qu'il soit. Le professeur doit avoir le cœur à son métier, il doit posséder à fond sa matière et savoir faire assimiler aux élèves ses connaissances. Il doit provoquer chez les élèves le désir d'apprendre. Le professeur doit suivre et contrôler soigneusement leur travail. Les cours doivent être clairs et bien structurés. Le professeur doit être juste et impartial; Mais en même temps il doit être indulgent et encourager les moindres efforts de chaque élève pour provoquer le désir des élèves d'apprendre. Donc on demande au professeur d'être pédagogue efficace.